# 長洲忠彦
長洲 忠彦（ながす ただひこ、1932年（昭和7年） - 2010年（平成22年）5月4日）は、日本の音楽家。

## 経歴・人物
東京府東京市出身。前衛音楽からポップスの世界へ転身。テレビ創成期より日本放送協会や民間放送各局の音楽制作に携わる。
1957年に東芝音楽工業の専属、その後フリーになり昭和40年代より東京放送（現：TBSテレビ）専属の音楽監督に就任、TBS系列放送の日本レコード大賞、東京音楽祭、日本有線大賞などの大型番組、「トップスターショー・歌ある限り」や「ザ・ベストテン」などのレギュラー音楽番組では必ずと言って良いほど起用され、クラシックの指揮者のようなタクトさばきが大変印象的で、白いタキシード（黒いタキシードの時もあり）を身にまといその気品と風格ある姿がステージに一層の華を添えた。白いタキシードが印象的だが「シャボン玉こんにちは」、「11時に歌いましょう」ではカジュアルな私服でタクトを持たない事もあった。TBS専属契約後は他局の歌番組でタクトを振る事はなかった。番組中のファンファーレや受賞シーンで流れる音楽の作曲・編曲も担当した。テレビ番組の傍ら、東放学園の講師、ボランティア活動、日本録音指揮者連盟の事務局長も務めた。
音楽祭は1989年12月1日放送の「発表!日本有線大賞」、他の歌番組は1994年3月放送の「ザ・ベストテン」同窓会IIを最後にテレビでの指揮を降板。最後にテレビで指揮した楽曲は、南野陽子の「話しかけたかった」であった。
2010年5月4日に78歳で他界。親族の意向により、死因は公表されなかった。

## 担当番組
東京放送
- 輝く!日本レコード大賞　1960年 - 1988年（他に速報日本レコード大賞、おめでとう！日本レコード大賞などレコード大賞に関する番組全般を担当）
- TBS歌のグランプリ
- トップスターショー・歌ある限り　1976年 - 1977年
- 11時に歌いましょう 1979年 -
- 東京音楽祭（国内大会・世界大会）1972年 - 1988年
- ロッテ歌のアルバム　第450回 - 　（ザ・ベストテンの当日リハーサルと収録日が被っていたため1978年で指揮を降板。最終回の日はエンディングのみ参加）
- 発表!日本有線大賞　1968年 - 1989年
- 日本演歌大賞 1975年 - 1989年
- 日本作曲大賞　1981年 - 85年・1987年 - 1989年
- ザ・ベストテン 1978年 - 89年（1985年1月10日放送分と1989年9月29日（最終回）放送分に顔出し出演。
- ザ・ベストテン同窓会　1993年12月
- ザ・ベストテン同窓会Ⅱ1994年3月
- ザ・ベストテン復活版　1995年7月
- 音楽派Together　1989年10月 - 12月
- サウンド・イン"S"　1974年 - 1981年
- シャボン玉こんにちは　1975年 - 1981年
- 4月だヨ!（10月だヨ!）全員集合　 - 1985年
- オールスター春の紅白歌合戦 1982年3月31日
- パリンコ学園No.1　1982年 - 1983年

フジテレビ
- 四季の詞　作曲・編曲担当　1984年 - 1996年
- 夢の旋律 編曲担当

## 賞・コンクール関係
- 1978年度第20回日本レコード大賞20周年記念賞
- 1982年度　芸団協 第8回芸能功労者表彰
- 1988年度 第30回日本レコード大賞30周年記念功労者顕彰
- 2005年度 仏教伝道協会作曲コンクール1位
- 2008年度仏教伝道協会作曲コンクール佳作
- 2009年度 第51回日本レコード大賞功労賞

## ゲスト出演
- 料理天国（TBS）1981年11月14日　森田公一・猪俣公章と3人で出演。
- ぴいぷる（テレビ東京） トーク番組　1985年6月14日
- 命もいらず名もいらず〜西郷隆盛伝〜第2部（TBS）ドラマ 指揮者として出演　1977年10月6日

## 連載
- 読売新聞「はやりの歌の方程式」　昭和55年 - 昭和56年

## その他の仕事
- 1970年大阪万博東芝館音楽担当
- 校歌
- 社歌
- 聖歌隊世田谷聖母コーラス創設・指導

## 指揮を担当したオーケストラ
- 原信夫とシャープス&フラッツ
- 宮間利之とニューハード
- 高橋達也と東京ユニオン
- 岡本章生とゲイスターズ
- 小野満とスイングビーバーズ
- 森寿男とブルーコーツオーケストラ
- 豊岡豊とスイングフェイス
- 小俣尚也とドライビングメン

その他多数担当